# Steps Ahead
Steps Ahead – amerykańska grupa muzyczna, założona w 1979 przez wibrafonistę Mike’a Mainieriego.

## O zespole
Pierwotnie grupa nosiła nazwę Steps. Styl muzyczny zespołu jest kombinacją wielu gatunków muzycznych, m.in. nowoczesnego jazzu, R&B, rocka i jazz-rocka. Debiutanckim albumem była wydana w 1980 r. płyta Step by Step. Okresem największej aktywności grupy była pierwsza połowa lat 80. XX wieku, a wydane w tym okresie płyty Steps Ahead i Modern Times zaliczane są do najlepszych w dorobku zespołu.
Skład grupy ulegał wielokrotnym zmianom, poza założycielem i liderem w jej skład wchodzili m.in. Victor Bailey, Michael Brecker, Eliane Elias, Peter Erskine, Steve Gadd, Eddie Gómez, Don Grolnick, Steve Smith i Mike Stern.

## Dyskografia
- 1980 – Step by Step
- 1982 – Paradox (live)
- 1982 – Smokin in the Pit (live)
- 1983 – Steps Ahead
- 1984 – Modern Times
- 1986 – Live in Tokyo
- 1986 – Magnetic
- 1989 – N.Y.C.
- 1992 – Yin-Yang
- 1994 – Vibe
- 2005 – Holding Together (live)